# Dickdarmpolyp

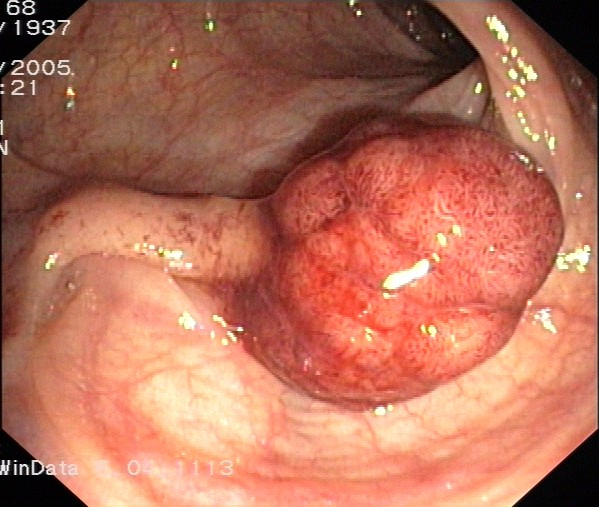
Dickdarmpolyp vor der Abtragung im Sigma (S-förmig verlaufender letzter Teil des Colon)

Dickdarmpolypen sind pilzförmige Geschwülste in der Schleimhaut des Dickdarms. Die Größe der Polypen variiert von wenigen Millimetern bis zu einigen Zentimetern. Zunächst sind die Polypen gutartig und verursachen keine Beschwerden. Insbesondere die größeren Polypen können zu bösartigen Tumoren entarten (Dickdarmkrebs).

## Neoplastische Polypen
Bei den neoplastischen Polypen wird zwischen nichtepithelialen und epithelialen Formen unterschieden.
- Nichtepitheliale Formen: Gewebeansammlungen unter der Schleimhaut, meist mit einer Wölbung der Schleimhaut in den Innenraum des Darms. Mögliche nichtepitheliale Formen sind z. B. Lipome, Fibrome, Hämangiome oder lymphoide Polypen.
- Epitheliale Formen: Zumeist handelt es sich hier um Adenome. Sie treten am häufigsten auf (80 % der Polypen). Etwa 30 % der Erwachsenen über dem 50. Lebensjahr leiden darunter. Bei ungefähr 3 % der Adenome kann invasives Karzinomgewebe nachgewiesen werden. Die Adenome werden unterteilt in:
  - Tubuläre Adenome
  - Villöse Adenome
  - Tubulo-villöse Adenome
  - Serratierte Adenome

Über die Hälfte der Adenome treten mehrfach auf (meist die tubulären Adenome). Die villösen Adenome besitzen das höchste Entartungsrisiko.
Sind bei einem Patienten mehr als 50–100 Polypen vorhanden, spricht man von einer Polyposis.

## Nicht-neoplastische Polypen
- Entzündliche Polypen: Der Spezialist spricht hierbei von sogenannten Pseudopolypen, die z. B. bei chronisch-entzündlichen Darmerkrankungen auftreten.
- Hamartome: Hamartome sind tumorartige Fehlbildungen von embryonalem Gewebe. Sie kommen z. B. bei juveniler Polyposis und Peutz-Jeghers-Syndrom vor.

## Sonstige Polypen
- Hyperplastische Polypen: Eine Schleimhautverdickung durch die lokale Ansammlung von Gewebekomponenten. Sie weisen keine Entartungstendenzen auf und sind immer kleiner als 5 mm.[1]

## Vorkommen
Am häufigsten treten tubuläre Adenome auf (75–80 %). Sie sind gestielt oder breitbasig aufsitzend. Ihre Prädilektionsstelle ist das Rektosigmoid. Beträgt der Durchmesser unter einem Zentimeter, so ist die Entartungswahrscheinlichkeit unter einem Prozent, liegt der Durchmesser über zwei Zentimeter, so beträgt die Wahrscheinlichkeit über zehn Prozent. Das villöse Adenom findet sich vor allem im Rektum. Die Entartungswahrscheinlichkeit liegt deutlich über 30 Prozent. Das tubulovillöse Adenom ist eine Mischform der beiden erstgenannten.
Dickdarmpolypen können grundsätzlich auch aus anderen Schichten des Dickdarms hervorgehen. Somit wird jedes Gebilde, das sich über dem Schleimhautniveau erhebt, als Polyp bezeichnet. Polypen können also auch aus glatter Muskulatur (Leiomyome) oder aus Fettgewebe (Lipome) bestehen. Es kann sich auch um Hamartome, hyperplastische Polypen, juvenile Polypen, entzündliche Polypen oder Pseudopolypen handeln.

## Diagnose
Die Diagnose erfolgt endoskopisch, Polypen werden in gleicher Sitzung endoskopisch entfernt und histologisch untersucht. Bei endoskopisch nicht abtragbaren oder möglicherweise bösartigen Polypen wird eine Resektion im Bereich des Kolons (Grimmdarm) erfolgen.